# Selma Brodrej
Selma Brodrej, född 2 juni 1996, är en svensk skribent och författare.
Brodrej är dotter till skribenten Katarina Bjärvall. Hon arbetar sedan 2021 på Dagens ETC som kulturskribent. Brodrej har även skrivit i Dagens Nyheter, Aftonbladet och Dagens Arena.
År 2024 kom Brodrej ut med sin debutbok Testosteron, en essäsamling om manlighet och könsroller, utgiven av Atlas förlag.